# SG Bornheim Grün-Weiss
Die SG Bornheim 1945 e.V. Grün-Weiss ist ein Sportverein aus dem Frankfurter Stadtteil Bornheim. Der Verein zählt rund 700 Mitglieder, die im Schwerpunkt in der Fußballabteilung aktiv sind. Daneben gibt es eine Tanzsportgruppe sowie pädagogische Angebote im vereinseigenen Kinder- und Familienzentrum.

## Geschichte

### Ehemalige Abteilungen
In den 1960er Jahren gehörten zum Verein auch Ringer- und Gewichtheberabteilungen. Die Gewichtheber schafften durch die ungeschlagene Meisterschaft 1966/1967 in der Regionalliga den Aufstieg in Deutschlands höchste Klasse, die Gewichtheber-Bundesliga. Zudem errangen mehrere Sportler Deutsche Meistertitel in der Einzelkonkurrenz.

### Fußball
Seit der Saison 2018/2019 spielt die 1. Herrenmannschaft in der Staffel Süd der sechstklassigen Verbandsliga Hessen, der zweithöchsten hessischen Spielklasse. Unter der Leitung von Trainer Sascha Volk erreichte die SG Bornheim in der Saison 2022/2023 mit der Vizemeisterschaft die beste Platzierung der Vereinsgeschichte. Damit verbunden war der Einzug in die Aufstiegs-Relegation zur Fußball-Hessenliga. Im Halbfinales setzte man sich zuhause gegen Viktoria Bronnzell mit 5:0 durch und zog durch ein 1:1-Unentschieden in Bronnzell in das Relegations-Finale gegen den Hessenliga-16. TuS Dietkirchen in Fernwald an neutralem Ort ein. Nach 1:1 in regulärer Spielzeit sowie Verlängerung unterlag man im Elfmeterschießen mit 3:4 und verpasste damit den erstmaligen Einzug in die höchste hessische Spielklasse.
2022 gewann das Team den Frankfurter Kreispokal und zog damit in den Fußball-Hessenpokal 2022/23 ein. Dort schaffte es die Mannschaft nach Siegen gegen Rodgau und den höherklassigen 1. FC Erlensee in die dritten Runde, wo sie zuhause am 19. Oktober 2022 vor knapp 1000 Zuschauern dem Drittligisten SV Wehen Wiesbaden mit 3:7 unterlag. Im Folgejahr konnte man den Kreispokaltitel erfolgreich verteidigen. In der ersten Runde des Hessenpokals unterlag man dem Hessenligisten Türk Gücü Friedberg zuhause mit 0:1. Im Frühjahr 2024 gab der Verein die Trennung von Erfolgstrainer Sascha Volk zum Saisonende bekannt. Neuer Trainer soll der Ex-Spieler und Publikumsliebling Teklu Tewelde werden.
Die 2. Herrenmannschaft stieg am Ende der Saison 2021/2022 in die Kreisoberliga Frankfurt auf.
Seit der Saison 1994/1995 treten auch reine Mädchenmannschaften für die SG Bornheim Grün-Weiss an. Erstmals im September 2003 ging auch eine Bornheimer Frauenfußballmannschaft in der Bezirksliga Frankfurt an den Start. Zwischenzeitlich schaffte man mehrfach den Aufstieg in die Hessenliga. In der Saison 2022/2023 spielt die 1. Frauenmannschaft in der Verbandsliga, die 2. Mannschaft in der Gruppenliga und die neugegründete 3. Mannschaft startet in der Kreisklasse.

#### Spielstätte
Die Heimspiele und der Trainingsbetrieb des Vereins finden auf der Sportanlage Seckbacher Landstraße statt. Die Anlage befindet sich am nördlichen Ende der Berger Straße und verfügt über einen Kunstrasen-Großfeldplatz sowie ein Kunstrasen-Kleinspielfeld (Soccer Court). Auf dem Gelände betreibt die SG Bornheim Grün-Weiss zudem eine Gaststätte und ein Kinder- und Familienzentrum.

### Kinder- und Familienzentrum
Der Verein eröffnete 2007 das erste Kinder- und Familienzentrum in Deutschland auf einem Sportplatz. Das Kinder- und Familienzentrum ergänzt das Sportangebot durch pädagogische Angebote, die sich an Kinder (z. B. Hausaufgabenbetreuung, Feriencamp), Jugendliche (z. B. Unterstützung bei der Ausbildungsplatzsuche für unbegleitete minderjährige Flüchtlinge) und Familien (z. B. Deutschkurse, Internationale Kochkurse, Familien-Sport-Café, Nutzung der Räume für Familienfeiern) richten. Für dieses Engagement wurde der Verein 2023 mit dem 2. Preis des Julius-Hirsch-Preises ausgezeichnet. Leiter des KifaZ ist Dr. phil. Harald Seehausen, Träger des Bundesverdienstkreuz am Bande.

## Bekannte Sportler
- Pau Babot, Nationalspieler Andorras, spielte bei der SG Bornheim
- Maximilian Dietz, US-amerikanischer Nationalspieler, ausgebildet u. a. bei der SG Bornheim
- Horst Günter Roersch, Gewichtheber, dt. Vizemeister 1967 im Superschwergewicht für die SG Bornheim
- Christina Zerbe, von 2010 bis 2013, dreifache Deutsche Meisterin, zweifache Pokalsiegerin, UEFA-Cup Siegerin, 12-malige Nationalspielerin